# Animációsfilm-stúdiók listája
Ez a lista az animációsfilm-stúdiókat sorolja fel, azokat a filmstúdiókat, amelyek tevékenysége főként vagy teljes egészében animációs filmek gyártására és terjesztésére korlátozódik. A legtöbb ilyen stúdió az Egyesült Államokban, Japánban, Kanadában, az Egyesült Királyságban és Dél-Koreában működik.

## Stúdiók
| Stúdió                                                                                                   | Ország                                | Alapítva v. működés ideje | Működő/Megszűnt | Megjegyzések |
| --- | ------------------------------------- | ------------------------- | --------------- | --- |
| 2D 3D Animation Studio India                                                                             | India                                 | 2008                      | működő          | |
| TAN90 "Creative Vision"                                                                                  | India                                 | 2011                      | működő          | |
| A. Film                                                                                                  | Dánia                                 | 1988                      | működő          | |
| A-1 Pictures                                                                                             | Japán                                 | 2005                      | működő          | |
| A.C.G.T                                                                                                  | Japán                                 | 2001                      | működő          | |
| AIC | Japán                                 | 1982                      | működő          | |
| A Squared Entertainment                                                                                  | Egyesült Államok                      | 2009                      | működő          | |
| Aardman Animations                                                                                       | Egyesült Királyság                    | 1972                      | működő          | |
| Ace&Son                                                                                                  | Egyesült Államok                      | 2011                      | működő          | |
| Act3animation                                                                                            | Ausztrália                            | 1992                      | működő          | |
| Adelaide Productions                                                                                     | Egyesült Államok                      |                           | működő          | Korábban Columbia TriStar Children’s Television.                                                                   |
| Adventure Cartoon Productions                                                                            | Egyesült Államok                      |                           | megszűnt        | |
| Ajia-do                                                                                                  | Japán                                 | 1978                      | működő          | |
| AKOM | Dél-Korea                             | 1985                      | működő          | |
| Alphanim                                                                                                 | Franciaország                         |                           | megszűnt        | |
| Amblimation                                                                                              | Egyesült Államok                      |                           | megszűnt        | Steven Spielberg Amblin Entertainment vállalatának animációs részlege.                                             |
| Androscoggin Animation                                                                                   | Egyesült Államok                      | 1988–2001                 | megszűnt        | |
| Animafilm                                                                                                | Románia                               | 1964                      | működő          | |
| Animal Logic                                                                                             | Ausztrália                            | 1991                      | működő          | |
| Animation Collective                                                                                     | Egyesült Államok                      | 2003                      | működő          | |
| Animax Entertainment                                                                                     | Egyesült Államok                      | 2001                      | működő          | |
| Anzovin Studio                                                                                           | Egyesült Államok                      | 1999                      | működő          | |
| Arc Productions                                                                                          | Kanada                                | 1985                      | működő          | |
| Arms Corporation                                                                                         | Japán                                 |                           | működő          | |
| Arsyn Video Interactive                                                                                  | Franciaország                         | 2009                      | működő          | |
| Artland                                                                                                  | Japán                                 | 1978                      | működő          | |
| Asahi Production                                                                                         | Japán                                 | 1973                      | működő          | |
| Asread                                                                                                   | Japán                                 | 2003                      | működő          | |
| Asterisk Animation                                                                                       | Egyesült Államok                      | (????–2011)               | megszűnt        | |
| Atomic Cartoons                                                                                          | Kanada                                | 1999                      | működő          | |
| Augenblick Studios                                                                                       | Egyesült Államok                      | 1999                      | működő          | |
| Bagdasarian Productions                                                                                  | Egyesült Államok                      | 1961                      | működő          | |
| Bakshi Productions/Ralph's Spot                                                                          | Egyesült Államok                      |                           | megszűnt        | |
| Barré Studio                                                                                             | Egyesült Államok                      | 1914–1923                 | megszűnt        | 1917 után Bud Fisher Films Corporation.                                                                            |
| Bee Train                                                                                                | Japán                                 | 1997                      | működő          | |
| Bent Image Lab                                                                                           | Egyesült Államok                      | 2002                      | működő          | |
| Big Bad Boo                                                                                              | Kanada                                | 2005                      | működő          | |
| Big Idea Productions                                                                                     | Egyesült Államok                      | 1993                      | működő          | |
| Bill Melendez Productions                                                                                | Egyesült Államok                      |                           | megszűnt        | |
| Bin | Japán                                 | 2008                      | működő          | |
| Bird Studios                                                                                             | Egyesült Királyság                    |                           | megszűnt        | |
| Blue Sky Studios                                                                                         | Egyesült Államok                      | 1987                      | működő          | |
| Blue-Zoo                                                                                                 | Egyesült Királyság                    | 2000                      | működő          | |
| bolexbrothers                                                                                            | Egyesült Királyság                    | 1991                      | működő          | |
| BONES | Japán                                 | 1998                      | működő          | |
| Boulder Media Limited                                                                                    | Írország                              | 2000                      | működő          | |
| Brain’s Base                                                                                             | Japán                                 | 1996                      | működő          | |
| Bray Productions                                                                                         | Egyesült Államok                      | 1913–1927                 | megszűnt        | |
| BRB International                                                                                        | Spanyolország                         | 1972                      | működő          | |
| Brown Bag Films                                                                                          | Írország                              | 1994                      | működő          | |
| BUG | Norvégia                              | 1984                      | működő          | |
| Bullwinkle Studios                                                                                       | Egyesült Államok                      |                           | működő          | |
| Bunko Studios, inc.                                                                                      | Egyesült Államok                      | 2002                      | működő          | |
| Burbank Films Australia                                                                                  | Ausztrália                            | 1981–1988                 | megszűnt        | |
| Buzzco Associates                                                                                        | Egyesült Államok                      | 1974                      | működő          | |
| Cartoon Pizza/Jumbo Pictures                                                                             | Egyesült Államok                      | 1988                      | működő          | Korábban Jumbo Pictures.                                                                                           |
| Cartoon Network Studios                                                                                  | Egyesült Államok                      | 1994                      | működő          | A Hanna-Barbera alosztályaként kezdte.                                                                             |
| Cartoon Network Development Studio Europe                                                                | Egyesült Királyság                    | 2007                      | működő          | |
| Cartoon Network Studios Arabia                                                                           |                                       | 2011                      | működő          | |
| Cartoon Saloon                                                                                           | Írország                              | 1999                      | működő          | |
| Charlex                                                                                                  | Egyesült Államok                      | 1979                      | működő          | |
| Chuck Jones Productions                                                                                  | Egyesült Államok                      |                           | megszűnt        | |
| CINAR Films                                                                                              | Kanada                                | 1976–2004                 | megszűnt        | Beolvadt a Cookie Jar Entertainmentbe.                                                                             |
| CinéGroupe                                                                                               | Kanada                                | 1974                      | működő          | Los Angelesben is működnek szerkesztőségei.                                                                        |
| Clockwork Zoo Animation                                                                                  | Dél-afrikai Köztársaság               | 2008                      | működő          | Korábban Octagon CSI.                                                                                              |
| Collingwood O'Hare Entertainment                                                                         | Egyesült Királyság                    | 1988                      | működő          | |
| (Colossal) Pictures                                                                                      | Egyesült Államok                      | 1976–2000                 | megszűnt        | Beolvasztották W!ILDBRAIN-be.                                                                                      |
| Cookie Jar Group                                                                                         | Kanada                                | 1976                      | működő          | Korábban Cinar, New Orleans-i székhellyel.                                                                         |
| Cosgrove Hall Films                                                                                      | Egyesült Királyság                    | 2009                      | megszűnt        | Az ITV megszüntette a felvásárlás után.                                                                            |
| Cosmic Toast Studios                                                                                     | Egyesült Államok                      | 2008                      | működő          | |
| CreaSyn Studio                                                                                           | Franciaország                         | 2009                      | működő          | |
| Creative Capers Entertainment                                                                            | Egyesült Államok                      | 1989                      | működő          | |
| Crest Animation Studios                                                                                  | India                                 | 1990                      | működő          | |
| Crew972                                                                                                  | Izrael                                | 2005                      | működő          | |
| Cuckoo's Nest Studio                                                                                     | Tajvan                                | 1978                      | működő          | Hong Guang (宏廣) és Wang Film Productions néven is ismert.                                                        |
| Cuppa Coffee Studio                                                                                      | Kanada                                | 1992                      | működő          | |
| The Curiosity Company                                                                                    | Egyesült Államok                      | 1999                      | működő          | |
| Curious Pictures                                                                                         | Egyesült Államok                      | 1978                      | működő          | Korábban Stowmar Enterprises.                                                                                      |
| Dancing Line Productions                                                                                 | Kanada                                | 2008                      | működő          | |
| Daume | Japán                                 | 1986                      | működő          | |
| David Production                                                                                         | Japán                                 | 2007                      | működő          | |
| Def2shoot                                                                                                | Franciaország                         | 2002                      | működő          | |
| DePatie-Freleng Enterprises                                                                              | Egyesült Államok                      | 1963–1981                 | megszűnt        | Marvel Cartoonsként újraindult.                                                                                    |
| DIC Entertainment                                                                                        | Egyesült Államok Franciaország        | 1971–2008                 | megszűnt        | Összeolvadt és összecsukódott Cookie Jar Entertainmentbe.                                                          |
| Digital Domain                                                                                           | Egyesült Államok                      | 1993                      | működő          | |
| Diomedea                                                                                                 | Japán                                 | 2005                      | működő          | |
| DisneyToon Studios                                                                                       | Egyesült Államok                      | 1988                      | működő          | Korábban Walt Disney Animation Australia.                                                                          |
| Disney Television Animation                                                                              | Egyesült Államok                      | 1987                      | működő          | |
| DNA Productions                                                                                          | Egyesült Államok                      | 2006                      | megszűnt        | Megszűnt tevékenységek (csőd)                                                                                      |
| Dogakobo                                                                                                 | Japán                                 | 1973                      | működő          | |
| Don Bluth Films, Inc.                                                                                    | Egyesült Államok                      | 2000                      | működő          | |
| Dragonfly Productions                                                                                    | Egyesült Királyság                    | 2005                      | működő          | |
| DreamWorks Animation                                                                                     | Egyesült Államok                      | 1994                      | működő          | |
| DR Movie                                                                                                 | Dél-Korea                             | 1990                      | működő          | |
| Dong Woo Animation                                                                                       | Dél-Korea                             | 1991                      | működő          | |
| Dygra Films                                                                                              | Spanyolország                         | 1987                      | működő          | |
| Eiken | Japán                                 | 1969                      | működő          | Korábban Television Corporation of Japan.                                                                          |
| Ellipse Programme                                                                                        | Franciaország                         |                           | megszűnt        | |
| EMation                                                                                                  | Dél-Korea                             | 1993                      | működő          | |
| Enspire Studio                                                                                           | Indonézia                             | 2012                      | működő          | |
| Etnix Entertainment                                                                                      | Peru                                  | 2011                      | működő          | |
| Fatkat                                                                                                   | Kanada                                | 1999                      | megszűnt        | |
| Feel | Japán                                 | 1999                      | működő          | |
| Felix the Cat Productions                                                                                | Egyesült Államok                      | 1953                      | működő          | |
| Film Roman, Inc.                                                                                         | Egyesült Államok                      | 1984                      | működő          | |
| Filmation                                                                                                | Egyesült Államok                      | 1963–1989                 | megszűnt        | |
| FilmFair                                                                                                 | Egyesült Királyság                    |                           | megszűnt        | |
| Fine Arts Films                                                                                          | Egyesült Államok · Egyesült Királyság | 1955                      | működő          | |
| Folimage                                                                                                 | Franciaország                         | 1981                      | működő          | |
| Format Films                                                                                             | Egyesült Államok                      |                           | megszűnt        | |
| Fox Animation Studios                                                                                    | Egyesült Államok                      | 1994 (régi); 2009 (új)    | 2000 (régi)     | |
| Fred Wolf Films Dublin                                                                                   | Írország · Egyesült Államok           | 1967                      | működő          | |
| Frederator Studios                                                                                       | Egyesült Államok                      | 1998                      | működő          | |
| Future Thought Productions                                                                               | India                                 |                           | működő          | |
| Gainax                                                                                                   | Japán                                 | 1984                      | működő          | |
| Games Animation                                                                                          | Egyesült Államok                      |                           | megszűnt        | |
| Gaumont British Animation                                                                                | Egyesült Királyság                    | 1946                      | megszűnt (1950) | |
| George Pal Studio                                                                                        | Egyesült Államok                      |                           | megszűnt        | Csak mozgás nélküli animáció.                                                                                      |
| Ghost Planet Industries                                                                                  | Egyesült Államok                      |                           | megszűnt        | |
| Global Mechanic                                                                                          | Kanada                                | 1995                      | működő          | |
| Golden Films                                                                                             | Egyesült Államok                      |                           | megszűnt        | |
| Gonzo | Japán                                 | 1992                      | működő          | |
| Grantray-Lawrence Animation                                                                              | Egyesült Államok                      | 1954–1967                 | megszűnt        | |
| Group TAC                                                                                                | Japán                                 | 1968                      | megszűnt (2010) | |
| Guru Studios                                                                                             | Kanada                                | 2000                      | működő          | |
| H-Gun | Egyesült Államok                      | 1988–2001                 | megszűnt        | |
| H5 | Franciaország                         | 1994                      | működő          | |
| Hal Film Maker                                                                                           | Japán                                 | 1993                      | megszűnt        | A Yumeta Companyvel együtt beolvasztották a TYO Animationsbe.                                                      |
| Halas and Batchelor                                                                                      | Egyesült Királyság                    |                           | megszűnt        | |
| Hanho Heung-Up                                                                                           | Japán                                 | 1984                      | működő          | |
| Hanna-Barbera                                                                                            | Egyesült Államok                      | 1957–2001                 | megszűnt        | |
| HappyCloud Studios                                                                                       | India                                 | 2010                      | működő          | |
| Harman-Ising Productions                                                                                 | Egyesült Államok                      | 1930–1960                 | megszűnt        | |
| Head-Gear Animation                                                                                      | Kanada                                |                           | működő          | |
| Hong Ying Animation                                                                                      | Japán                                 | 1986                      | működő          | |
| House of Cool                                                                                            | Kanada                                | 2004                      | működő          | |
| IdeaRocket                                                                                               | Egyesült Államok                      | 2006                      | működő          | |
| Ilion Animation Studios                                                                                  | Spanyolország                         | 2002                      | működő          | |
| Illumination Entertainment                                                                               | Egyesült Államok                      | 2007                      | működő          | |
| ImageMovers Digital                                                                                      | Egyesült Államok                      |                           | megszűnt        | |
| Imagi Animation Studios                                                                                  | Hongkong                              | 2000                      | működő          | |
| Imagin                                                                                                   | Japán                                 | 1992                      | működő          | |
| Industrial Light & Magic                                                                                 | Egyesült Államok                      | 1975                      | működő          | |
| Inkwell Studios/Fleischer Studios/Famous Studios /Paramount Cartoon Studios                              | Egyesült Államok                      | 1921–1967                 | megszűnt        | Névváltoztatások 1928-ban, 1942-ben, 1956-ban.                                                                     |
| International Film Service                                                                               | Egyesült Államok                      | 1915–1918                 | megszűnt        | |
| Jack Kinney Productions                                                                                  | Egyesült Államok                      | 1960–1963                 | megszűnt        | |
| Janimation                                                                                               | Egyesült Államok                      | 1993                      | működő          | |
| Jay Ward Productions                                                                                     | Egyesült Államok                      | 1958–1984                 | megszűnt        | |
| J.C.Staff                                                                                                | Japán                                 | 1987                      | működő          | |
| Jetix Animation Concepts                                                                                 | Egyesült Államok                      |                           | működő          | |
| Jetlag Productions                                                                                       | Egyesült Államok · Japán              | 1992–1996                 | megszűnt        | |
| JibJab                                                                                                   | Egyesült Államok                      | 1999                      | működő          | |
| John Lemmon Films                                                                                        | Egyesült Államok                      | 1984                      | működő          | |
| KRU Studios                                                                                              | Malajzia                              | 2005 - present            | működő          | |
| Kandor Graphics                                                                                          | Spanyolország                         |                           | működő          | |
| Keytoon Animation Studio                                                                                 | Spanyolország                         | 2004                      | működő          | |
| Khara | Japán                                 | 2006                      | működő          | |
| Kharabeesh                                                                                               | Jordánia                              | 2008                      | működő          | |
| Kievnauchfilm                                                                                            | Szovjetunió                           | 1941                      | megszűnt        | |
| Kinema Citrus                                                                                            | Japán                                 | 2008                      | működő          | |
| Klasky Csupo                                                                                             | Egyesült Államok                      | 1982                      | működő          | |
| Koko Enterprises                                                                                         | Dél-Korea                             |                           | működő          | |
| Kroyer Films                                                                                             | Egyesült Államok                      | 1986                      | megszűnt        | 1994 óta aktív. |
| Kurtz & Friends                                                                                          | Egyesült Államok                      | 1981–2007                 | megszűnt        | |
| Kyoto Animation                                                                                          | Japán                                 | 1981                      | működő          | |
| Lacewood                                                                                                 | Kanada                                |                           | megszűnt        | |
| LAIKA | Egyesült Államok                      | 1974                      | működő          | |
| Lambie-Nairn                                                                                             | Egyesült Királyság                    | 1976                      | működő          | |
| Laugh-O-Gram Studio                                                                                      | Egyesült Államok                      | 1921–1923                 | megszűnt        | Walt Disney első rövid életű vállalkozása                                                                          |
| Les' Copaque Production                                                                                  | Malajzia                              | 2005                      | működő          | |
| Littlenobody                                                                                             | Egyesült Királyság                    | 2004                      | működő          | |
| Lucasfilm Animation                                                                                      | Egyesült Államok                      | 2003                      | működő          | Szingapúrban is működik.                                                                                           |
| Mac Guff                                                                                                 | Franciaország · Egyesült Államok      |                           | működő          | |
| Macatone Media                                                                                           | Egyesült Államok                      | 2011                      | működő          | |
| Madhouse                                                                                                 | Japán                                 | 1972                      | működő          | |
| Magic Bus                                                                                                | Japán                                 | 1977                      | működő          | |
| Manglobe                                                                                                 | Japán                                 | 2002                      | működő          | |
| March Entertainment                                                                                      | Kanada                                |                           | működő          | |
| Marvel Animation                                                                                         | Egyesült Államok                      |                           | működő          | |
| Marwah Films & Video Studios                                                                             | India                                 |                           | működő          | |
| Mathematical Applications Group, Inc. (MAGI)                                                             | Egyesült Államok                      |                           | megszűnt        | |
| MediaPeople Inc.                                                                                         | Dél-Korea                             |                           | működő          | |
| Melnitsa Animation Studio                                                                                | Oroszország                           |                           | működő          | |
| Metro-Goldwyn-Mayer Animation                                                                            | Egyesült Államok                      | 1993                      | működő          | |
| Metro-Goldwyn-Mayer cartoon studio () and MGM Animation/Visual Arts/Sib Tower 12 Productions (1962–1970) | Egyesült Államok                      | 1937–1957                 | megszűnt        | |
| MGM Animation/Visual Arts/Sib Tower 12 Productions (1962–1970)                                           | Egyesült Államok                      | 1962–1970                 | megszűnt        | |
| Mike Young Productions                                                                                   | Egyesült Királyság                    |                           | működő          | A stúdió Walesben, a székhelye Los Angelesben található.                                                           |
| Millimages                                                                                               | Franciaország                         |                           | működő          | |
| Mirari Films                                                                                             | Egyesült Államok                      |                           | működő          | |
| Mondo Mini Shows                                                                                         | Egyesült Államok                      |                           | működő          | |
| Mondo TV                                                                                                 | Olaszország                           | 1985                      | működő          | |
| Mook Animation                                                                                           | Japán                                 | 1986                      | működő          | |
| MoonScoop Group                                                                                          | Franciaország                         |                           | működő          | |
| Mushi Production                                                                                         | Japán                                 |                           | megszűnt        | |
| National Film Board of Canada                                                                            | Kanada                                |                           | működő          | |
| Nelvana                                                                                                  | Kanada                                |                           | működő          | |
| Nickelodeon Animation Studios                                                                            | Egyesült Államok                      |                           | működő          | |
| Nippon Animation                                                                                         | Japán                                 | 1962                      | működő          | |
| Nomad | Japán                                 | 2003                      | működő          | |
| Noyes & Laybourne                                                                                        | Egyesült Államok                      | 1978–1991                 | megszűnt        | |
| O Entertainment/Omation Animation Studio                                                                 | Egyesült Államok                      |                           | működő          | |
| Oh! Production                                                                                           | Japán                                 | 1970                      | működő          | |
| OLM, Inc.                                                                                                | Japán                                 | 1995                      | működő          | |
| Ordet | Japán                                 | 2007                      | működő          | |
| Pacific Data Images                                                                                      | Egyesült Államok                      | 1980                      | működő          | |
| Pannónia Filmstúdió                                                                                      | Magyarország                          |                           | működő          | |
| Paramount Animation                                                                                      | Egyesült Államok                      | 2011                      | működő          | A Paramount új animációs részlege, melynek elődje az 1967-ben bezárt Paramount Cartoon Studio.                     |
| P.A. Works                                                                                               | Japán                                 | 2000                      | működő          | |
| Panic Studio                                                                                             | Jordánia                              | 2012                      | működő          | |
| Pentamedia Graphics                                                                                      | India                                 |                           | működő          | |
| The People’s Republic of Animation                                                                       | Ausztrália                            |                           | működő          | |
| Phoenix Animation Studios                                                                                | Egyesült Államok                      |                           | megszűnt        | |
| Piranha NYC                                                                                              | Egyesült Államok                      | 2009                      | működő          | |
| Pixar | Egyesült Államok                      | 1979                      | működő          | |
| Plus One Animation                                                                                       | Dél-Korea                             |                           | működő          | |
| Post Amazers                                                                                             | Pakisztán                             |                           | működő          | |
| PouSyn                                                                                                   | Franciaország                         | 2010                      | működő          | |
| Powerhouse Animation Studios, Inc.                                                                       | Egyesült Államok                      |                           | működő          | |
| Premavision/Clokey Productions                                                                           | Egyesült Államok                      |                           | működő          | |
| Production I.G                                                                                           | Japán                                 | 1987                      | működő          | |
| Production Reed                                                                                          | Japán                                 | 1975                      | működő          | |
| Radicial Axis                                                                                            | Egyesült Államok                      |                           | működő          | |
| Rainbow S.r.l.                                                                                           | Olaszország                           | 1994                      | működő          | |
| Rainmaker Digital Effects                                                                                | Kanada                                |                           | működő          | |
| Rankin-Bass                                                                                              | Egyesült Államok                      |                           | megszűnt        | |
| Red 3ye Productions                                                                                      | Franciaország                         | 2009                      | működő          | |
| Rembrandt Films                                                                                          | Csehszlovákia                         |                           | megszűnt        | Amerikaiak működtettek Prágában.                                                                                   |
| Renegade Animation                                                                                       | Egyesült Államok                      |                           | működő          | |
| Richard Williams Animation                                                                               | Kanada                                |                           | működő          | |
| Richard Williams Studio Ltd.                                                                             | Kanada                                | 1958–1992                 | megszűnt        | |
| RingTales                                                                                                | Egyesült Államok                      |                           | működő          | |
| Rubicon Group Holding                                                                                    | Jordánia                              |                           | működő          | |
| Rhythm and Hues Studios                                                                                  | Egyesült Államok                      | 1987                      | működő          | |
| Rough Draft Studios                                                                                      | Egyesült Államok · Dél-Korea          | 1991                      | működő          | |
| Ruby-Spears Productions                                                                                  | Egyesült Államok                      | 1977–1996                 | megszűnt        | 1996 óta inaktív.                                                                                                  |
| Sae Rom                                                                                                  | Dél-Korea                             |                           | működő          | |
| Satelight                                                                                                | Japán                                 | 1995                      | működő          | |
| Savage Studios Ltd.                                                                                      | Egyesült Államok                      |                           | működő          | |
| Seven Arcs                                                                                               | Japán                                 | 2002                      | működő          | |
| Se-ma-for                                                                                                | Lengyelország                         |                           | működő          | |
| Silver Link                                                                                              | Japán                                 | 2007                      | működő          | |
| Skycron                                                                                                  | Kanada                                |                           | működő          | |
| Smallfilms                                                                                               | Egyesült Királyság                    |                           | működő          | |
| ŠAF | Horvátország                          |                           | működő          | |
| Shademaker Productions                                                                                   | Egyesült Államok                      |                           | működő          | |
| SHAFT | Japán                                 | 1975                      | működő          | |
| Shanghai Animation Film Studio                                                                           | Kína                                  |                           | működő          | |
| Shin-Ei Animation                                                                                        | Japán                                 | 1976                      | működő          | |
| Skellington Productions                                                                                  | Egyesült Államok                      | 1986–1996?                | megszűnt        | 1992-től Skellington.                                                                                              |
| Someproject                                                                                              | Egyesült Államok                      | 2008                      | működő          | |
| Sony Pictures Animation                                                                                  | Egyesült Államok                      | 2002                      | működő          | |
| Soup2Nuts                                                                                                | Egyesült Államok                      |                           | működő          | |
| Soyuzmultfilm                                                                                            | Oroszország                           | 1936                      | működő          | |
| Sparx*                                                                                                   | Kína · Vietnám                        |                           | működő          | Székhelye Franciaországban található.                                                                              |
| Spectrum Animation                                                                                       | Japán                                 |                           | megszűnt        | |
| Spümcø                                                                                                   | Egyesült Államok                      | 1988–2004                 | megszűnt        | |
| Spy Pictures                                                                                             | Egyesült Királyság                    |                           | működő          | |
| Start Anima                                                                                              | Brazília                              |                           | működő          | |
| Stretch Films                                                                                            | Egyesült Államok                      |                           | működő          | |
| Studio 4°C                                                                                               | Japán                                 | 1986                      | működő          | |
| Studio APPP                                                                                              | Japán                                 | 1984                      | működő          | |
| DHX Media Vancouver                                                                                      | Kanada                                |                           | működő          | |
| Studio DEEN                                                                                              | Japán                                 | 1975                      | működő          | |
| Studio Comet                                                                                             | Japán                                 | 1986                      | működő          | |
| Studio Fantasia                                                                                          | Japán                                 | 1983                      | működő          | |
| Studio Gallop                                                                                            | Japán                                 | 1972                      | működő          | |
| Studio Ghibli                                                                                            | Japán                                 | 1984                      | működő          | |
| Studio Gokumi                                                                                            | Japán                                 |                           | működő          | |
| Studio Hibari                                                                                            | Japán                                 | 1979                      | működő          | |
| Studio Mir                                                                                               | Dél-Korea                             | 2010                      | működő          | |
| Studio Peligroso                                                                                         | Egyesült Államok                      | 2011                      | működő          | |
| Studio Pierrot                                                                                           | Japán                                 | 1979                      | működő          | |
| Sullivan-Bluth Studios                                                                                   | Írország · Egyesült Államok           | 1985                      | megszűnt        | |
| Sumo Dojo                                                                                                | Egyesült Királyság                    |                           | működő          | |
| Sunbow                                                                                                   | Egyesült Államok                      |                           | megszűnt        | |
| Sunrise                                                                                                  | Japán                                 | 1972                      | működő          | |
| Sunwoo Entertainment                                                                                     | Dél-Korea                             | 1974                      | működő          | Több Egyesült Államokbeli stúdióval együttműködik.                                                                 |
| SynergySP                                                                                                | Japán                                 | 1998                      | működő          | |
| Synthĕsis Animation Studio                                                                               | Franciaország                         | 2009                      | működő          | |
| Tatsunoko Productions                                                                                    | Japán                                 | 1962                      | működő          | |
| Teletoon Canada                                                                                          | Kanada                                |                           | működő          | |
| Leon Schlesinger Productions/Warner Bros. Cartoons, Inc./Warner Bros Seven Arts                          | Egyesült Államok                      | 1933–1964, 1967–1969      | megszűnt        | |
| Terrytoons                                                                                               | Egyesült Államok                      | 1928–1968                 | megszűnt        | |
| The Animation Spot                                                                                       | Egyesült Államok                      | 2011                      | működő          | |
| Tim Burton Animation Co.                                                                                 | Egyesült Államok                      |                           | működő          | |
| Titmouse                                                                                                 | Egyesült Államok                      |                           | működő          | |
| TMS Entertainment                                                                                        | Japán                                 | 1946                      | működő          | |
| TNK | Japán                                 | 1999                      | működő          | |
| Toei Animation                                                                                           | Japán                                 | 1948                      | működő          | |
| Toon City                                                                                                | Fülöp-szigetek                        |                           | működő          | |
| Toondra                                                                                                  | Oroszország                           |                           | működő          | |
| Toonz | India                                 |                           | működő          | |
| Total Television                                                                                         | Egyesült Államok                      | 1960–1968                 | megszűnt        | |
| Tradition Studios                                                                                        | Egyesült Államok                      | 2009                      | működő          | |
| Trans Arts                                                                                               | Japán                                 | 1967                      | megszűnt        | 2012-ben becsődölt.                                                                                                |
| TransTales Entertainment                                                                                 | Egyesült Királyság                    | 2005                      | működő          | |
| Triggerfish Animation Studios                                                                            | Dél-afrikai Köztársaság               | 1996                      | működő          | |
| Turner Feature Animation                                                                                 | Egyesült Államok                      |                           | megszűnt        | |
| TYO Animations                                                                                           | Japán                                 | 2009                      | működő          | |
| TVC Cartoons                                                                                             | Kanada                                | 1961–1979, 1988–1997      | megszűnt        | |
| Ub Iwerks Studio/Cartoons Films Inc                                                                      | Egyesült Államok                      | 1930–1936                 | megszűnt        | Iwerks 1936-ban eladta a stúdiót, de egészen az 1940-es évekig készített animációs reklámokat.                     |
| Ufotable                                                                                                 | Japán                                 | 2000                      | működő          | |
| United Productions of America (UPA)                                                                      | Egyesült Államok                      | 1944–1964                 | megszűnt        | |
| Universal Animation Studios                                                                              | Egyesült Államok                      | 1993                      | működő          | Universal Cartoon Studio néven is ismert. Nem összekeverendő a Walter Lantz Studióval.                             |
| Van Beuren Studios                                                                                       | Egyesült Államok                      | 1928–1936                 | megszűnt        | |
| Varga Stúdió                                                                                             | Magyarország                          |                           | működő          | Korábban Varga TVC Productions.                                                                                    |
| Vanguard Animation                                                                                       | Egyesült Államok                      |                           | működő          | |
| Walt Disney Animation Studios                                                                            | Egyesült Államok                      | 1923                      | működő          | |
| Walter Lantz Studio                                                                                      | Egyesült Államok                      | 1929–1948, 1950–1972      | megszűnt        | Az Universal birtokolja az archívumokat.                                                                           |
| Wang Film Productions                                                                                    | Tajvan                                | 1978                      | működő          | |
| Warner Bros. Animation                                                                                   | Egyesült Államok                      | 1980                      | működő          | |
| Weita Studio                                                                                             | Indonézia                             | 2008                      | működő          | |
| White Fox                                                                                                | Japán                                 | 2007                      | működő          | |
| W!LDBRAIN                                                                                                | Egyesült Államok                      |                           | működő          | |
| Will Vinton Studios                                                                                      | Egyesült Államok                      | 1979–2005                 | megszűnt        | LAIKA-vá alakult.                                                                                                  |
| Williams Street Studios                                                                                  | Egyesült Államok                      |                           | működő          | |
| Winkler Pictures* Charles Mintz Studios** Screen Gems Studio***                                          | Egyesült Államok                      | 1921–1946                 | megszűnt        | **1929-ben, és ***1940-ben újraszervezve, *M.J. Winkler Productions és Robert Winkler Productions néven is ismert. |
| Xebec | Japán                                 | 1995                      | működő          | |
| Xilam | Franciaország                         |                           | működő          | |
| Xyzoo Animation                                                                                          | Dél-afrikai Köztársaság               |                           | működő          | |
| Yowza! Animation                                                                                         | Kanada                                |                           | működő          | |
| Zagreb school of animated films                                                                          | Horvátország                          |                           | működő          | |
| Zexcs | Japán                                 | 1998                      | működő          | |
| Zinkia Entertainment                                                                                     | Spanyolország                         |                           | működő          | |

## Forgalmazó cégek
- 4Kids Entertainment
- Classic Media
- Cake Entertainment
- Funimation Entertainment
- Harmony Gold USA
- HiT Entertainment
- Nest Family Entertainment
- Nihon Ad Systems
- PorchLight Entertainment
- Saban Entertainment
- Scholastic Entertainment
- Taffy Entertainment
- Viz Media
- World Events Productions

### Megszűnt
- RKO Radio Pictures
- Entertainment Rights
- Family Home Entertainment
- ZIV International

## Lásd még
- Kategória:Animestúdiók